# Proyecto Alcatraz Rugby Club
Proyecto Alcatraz Rugby Club es un equipo venezolano de rugby. Está afiliado a la Federación Venezolana de Rugby. Tiene su sede en El Consejo, estado Aragua. Fue creado en 2003 por la Fundación Santa Teresa. Juega como local en el campo de rugby de la Hacienda Santa Teresa cerca de El Consejo. Cuenta con equipos en la categoría de mayores, M-14, M-18, mayor libre y femenino libre. 
En 2015, tres de sus jugadores formaron parte de la selección de Venezuela que fue subcampeona en el Sudamericano Juvenil B de Rugby 2015. En 2016, trece de sus jugadores jugaron con el equipo venezolano de rugby en las categorías de juvenil, M-15, M-18 y rugby playa; y dos de sus jugadores quedaron subcampeones en los Juegos Bolivarianos de Playa de 2016.

## Historia
El equipo nació gracias a un programa de reinserción social para jóvenes con problemas de conducta que ha logrado desarticular diez bandas delictivas sin el uso de la violencia. Su historia comenzó en 2003 tras un asalto a la compañía donde casi matan a un guarda de seguridad. El jefe de seguridad capturó a uno de ellos y le propuso trabajar tres meses en la empresa para ‘pagar’ su pena. Después capturaron a otro de ellos y el trato fue el mismo, así hasta 22 miembros de la misma banda. Se decidió ocuparse de enseñarles a leer y a escribir. Aunque en principio la idea era solo que trabajaran en la hacienda, luego a Vollmer, dueño de la empresa, se le ocurrió inculcarles valores a través del rugby y así fue como nació el proyecto, acumulando a más de 200 jóvenes participantes. Actualmente, se ha expandido y ahora tienen un programa de rugby escolar y otro comunitario, dando un total de 2 mil jóvenes que entrenan rugby en la hacienda para alejarse de la delincuencia.

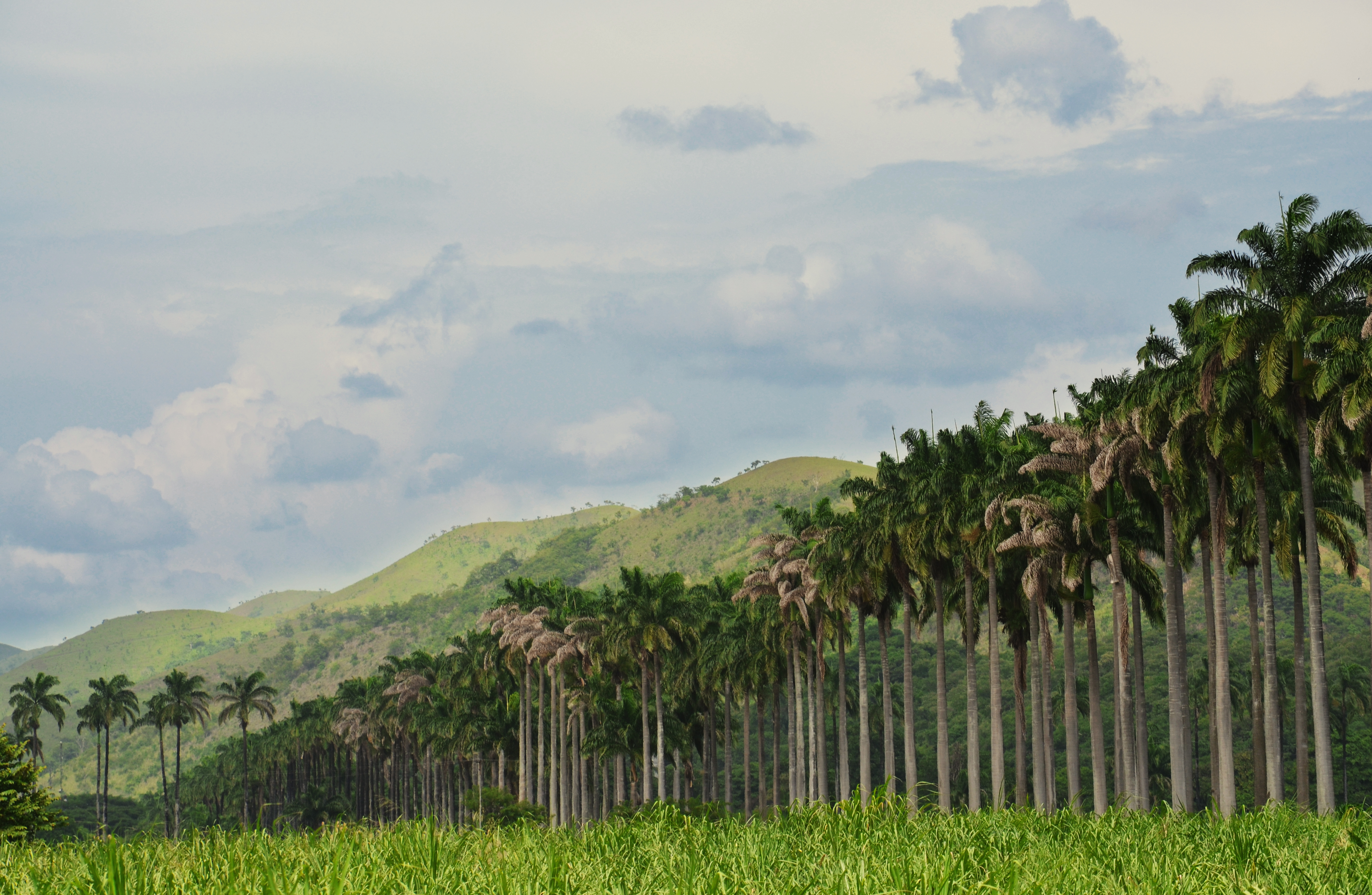
Hacienda Santa Teresa, sede del Equipo

## Títulos
Equipo masculino
- Campeonato Venezolano de Clubes de Rugby (3): 2015,[5] 2016,[6] 2017.[7]

Equipo juvenil
- Torneo de Rugby Santa Teresa Seven a side (1): 2014[8]